# Samet Göker
Samet Göker (* 9. März 1994 in Izmir) ist ein türkischer Fußballspieler.

## Karriere
Göker begann 2003 in der Nachwuchsabteilung von Izmirspor mit dem Vereinsfußball und wurde hier 2010 in die 1. Männermannschaft des Vereins aufgenommen. Für diese spielte er in den nächsten zwei Spielzeiten 22 Ligaspiele. Anschließend wechselte er zu Ankaraspor. Da die Profimannschaft dieses Vereins zum Zeitpunkt des Wechsels in keiner Liga spielte, wurde Göker an den Kooperationspartner des Vereins, den Drittligisten Polatlı Bugsaşspor ausgeliehen. Ab der Winterpause 2012/13 wurde er in der Reservemannschaft Ankaraspors eingesetzt. Mit dieser gewann er im Sommer 2013 die Meisterschaft in der Liga der Reservemannschaften.
Im Sommer 2013 nahm Ankaraspors Profimannschaft an der TFF 1. Lig teil. Bis zur Winterpause 2013/14 gehörte er dem Profikader an, nachdem er in dieser Zeit aber lediglich eine Pokalpartie absolviert hatte, wurde er für die Rückrunde an Altınordu Izmir ausgeliehen. Mit diesem Klub erreichte er zwei Spieltage vor Saisonende die Drittligameisterschaft. Dadurch kehrte Altınordu nach 24-jähriger Abstinenz wieder in die TFF 1. Lig, in die zweithöchste türkische Spielklasse, zurück.
Nach dem Aufstieg mit Altınordu kehrte er zu seinem alten Verein, welcher sich in der Zwischenzeit von Ankaraspor in Osmanlıspor FK umbenannt hatte, zurück. Für die Saison 2015/16 lieh ihn sein Verein an den Drittligisten Aydınspor 1923 aus.

## Erfolge
Mit Ankaraspor A2
- Meister der A2 Ligi: 2012/13

Mit Altınordu Izmir
- Meister der TFF 2. Lig und Aufstieg in die TFF 1. Lig: 2013/14